# Schizoprymnus eminens
Schizoprymnus eminens är en stekelart som beskrevs av Papp 1993. Schizoprymnus eminens ingår i släktet Schizoprymnus och familjen bracksteklar. Inga underarter finns listade i Catalogue of Life.